# 湯浅紀佳
湯浅 紀佳（ゆあさ のりか、1974年8月18日 - ）は、日本の弁護士。第二東京弁護士会副会長。

## 来歴
地元の中学校から東京学芸大学附属高等学校に入学。周りの環境もあり、東京大学を目指すようになった。東京学芸大学附属高等学校から東京大学に入学。1988年 東京大学法学部卒業。2001年11月 旧司法試験を合格。
2004年4月から上海へ語学留学。2005年9月 森・濱田松本法律事務所入所。2010年 ミシガン大学ロースクール修了。2011年8月 ニューヨーク州弁護士登録。2014年3月 森・濱田松本法律事務所北京オフィス一般代表（〜2016年）。
2019年1月 三浦法律事務所入所。パートナー。2023年12月7日の日本経済新聞の「2023年 企業法務税務・弁護士調査」で中国法務分野の20位に選出された。2024年4月 第二東京弁護士会副会長。

## 略歴
- 1998年3月 - 東京大学法学部卒業。
- 2001年11月 - 旧司法試験を合格[3]。
- 2003年9月 - 弁護士登録（第二東京弁護士会）。
- 2004年2月 - 復旦大学語研学院修了[4]。
- 2004年 - 東華大学語研学院修了[4]。
- 2004年 - 中倫金通法律事務所（上海オフィス）[4]。
- 2005年9月 - 森・濱田松本法律事務所入所[4]。
- 2010年 - ミシガン大学ロースクール修了。
- 2011年8月 - ニューヨーク州弁護士登録。
- 2014年3月 - 森・濱田松本法律事務所北京オフィス一般代表（〜2016年）。
- 2017年9月 - 早稲田大学大学院法務研究科（法科大学院）非常勤講師。
- 2019年1月 - 三浦法律事務所入所。パートナー。
- 2019年6月 - 株式会社コーセー社外取締役。
- 2021年6月 - 東京エレクトロンデバイス社外監査役。
- 2021年6月 - セントケア・ホールディング株式会社社外取締役。
- 2022年 - 一般社団法人日本商事仲裁協会（JCAA）仲裁人。
- 2024年4月 - 第二東京弁護士会副会長。

## 受賞
- 「2023年に活躍した弁護士ランキング」で＜中国法務分野＞20位（日本経済新聞）[5]